# アレクサンドル・アルブ
クリスティアン・アレクサンドル・アルブ（Cristian Alexandru Albu 、1993年8月17日 - ）は、ルーマニア・ブカレスト出身のプロサッカー選手。ルーマニアのFCラピド・ブカレスト所属。ポジションは、ディフェンダー。